# Zalužice
Zalužice (Hongaars: Zalacska) is een Slowaakse gemeente in de regio Košice, en maakt deel uit van het district Michalovce.
Zalužice telt 1.148 inwoners.